# Дали (богиња)
Дали (такође Даал или Дӕл) је богиња из митологије грузијског народа Кавкаског региона. Она је богиња лова која служи као заштитница копитара дивљих планинских животиња као што су козороги и јелени. Ловци који су поштовали њене бројне табуе били би сигурни у успех у лову; напротив, она би оштро казнила сваког ко их прекрши. Она је најистакнутије посведочена у причама сванске етничке подгрупе у северозападној Грузији. Друге групе у западној Грузији имале су сличне фигуре које се сматрају еквивалентним Далију, као што је богиња Мингрела Ткаши-Мапа (ტყაში-მაფა ).
Обично су је описивали као прелепу голу жену са златном косом и блиставом кожом, иако је понекад попримала обличје својих омиљених животиња, обично са неким ознакама које су је разликовале од крда. Речено је да је боравила у пећини високо у планинама, где је чувала копитаре које живе на литицама. Дали је била стилизована разним регионалним епитетима који одражавају њене различите улоге и асоцијације.
Приче о народу Сван приказују како она узима љубавнике и убија их из љубоморе, рађа синове као што је културни херој Амирани, а касније се сукобљава са својим ривалом Светим Ђорђем. Неки митови приказују је како ради заједно са другим шумским божанствима, а понекад је у друштву легендарног ловачког пса К'урсха.
Након успона хришћанства у Грузији, значај Дачо као богиње је опао, што се одразило на промене у причама чији је део. Свети Ђорђе је представљен као да има моћ да је надвлада, а она је почела да се меша са злобним духом природе званим али.
Многи аутори су описали паралеле између Далија и прича из других митологија . Као покровитељица лова на копитаре, упоређивана је са Артемисом из грчке митологије, шкотском вештицом званом glaistig и девојком која кроти једнорога. Њене везе са златом, завођењем и јутарњом звездом навеле су научнике да повуку везе са богињама као што су Афродита и Иштар, које имају сличне митолошке теме.
Њена прича остаје важан део грузијске културне свести. Иако је млађи третирају као лику из митологије, неки старији ловци је и даље сматрају стварном фигуром коју можете срести дубоко у шуми.

## Порекло
Дали је посведочена првенствено у сачуваним делима сванског фолклора: митовима, баладама и песмама у коловозу. Лингвистички антрополог Кевин Туите сматра да су сачувани текстови фрагментарни, представљајући „али само мали део текстова који су били у оптицају у Сванетију пре неколико векова“. Такође је приметио да би већину ових комада извели и вероватно компоновали мушкарци, остављајући било какву женску перспективу Далија нејасном.
Дали је такође посведочен у усменим предањима забележеним у савременом академском теренском раду грузијских академика као што су Вера Бардавелидзе 1930-их и Елене Вирсаладзе 1950-их–1970-их. Према Вирсаладзеу, грузијска култура показује изванредан степен живог задржавања древног фолклора и традиције, вероватно од пре чак 3.300 година.
Претпоставља се да Дали, заједно са бројним другим божанствима грузијске митологије, води порекло из изгубљене заједничке религије картвелских народа. Варијације на ову идеју подржали су грузијски историчари Николај Мар и Иване Џавахишвили, који су обојица независно изнели теорију да сличности у фолклору између различитих грузијских етничких група указују на заједничко верско порекло. Датирање порекла ове религије, а самим тим и Дали, може бити немогуће због недостатка сачуваних писаних извора. Једино што се може дефинитивно рећи је да су ова веровања претходила усвајању хришћанства у Грузији, за које археолошки докази указују да је почело још у 3. веку.
Претпоставља се да су неки археолошки артефакти повезани са Далијем. Фолклориста Михаил Чиковани сматрао је Триалети путир, грузијски артефакт из приближно 2. миленијума пре нове ере, да приказује округли плес или ритуал посвећен богињи лова која је упоредива са Далијем. Мотив животиња на доњем делу путира повезао је са копитарима које је Дали штитио. Фолклориста Дејвид Хант такође је сугерисао да би Путир могао бити приказ господарице звери. Неки историчари су спекулисали да су одређени новчићи драхме од 4. до 5. века можда приказивали Дали или њене претходнике, иако је нумизматичар Џон Хинд у свом раду из 2005. године оспорио ова тумачења.
 